# War to End All Wars
War to End All Wars е студиен албум на китариста Ингви Малмстийн, издаден през 2000 г. По време на турнето за този албум вокалът Марк Боулс напуска групата и в нея за кратко взима участие Йорн Ланд.
Фразата „война за край на всички войни“ е използвана, за да се опише периода на Първата световна война в периода 1918-39.
Песента Molto Arpeggioso често се изписва погрешно като Arpeggios From Hell. Обложката е направена от Франк Фрацерта.

### Бонус към японското издание
1. Treasure from the East (инструментал)
2. Requiem (инструментал)

### Бонус към европейското и американското издание
1. Black Sheep of the Family – 2:17

## Състав
- Ингви Малмстийн – всички китари, бас, ситар, гонг, вокали
- Марк Боулс – вокал
- Матс Олаусон – клавишни
- Джон Макалусо – барабани

|  | Тази страница частично или изцяло представлява превод на страницата War to End All Wars (album) в Уикипедия на английски. Оригиналният текст, както и този превод, са защитени от Лиценза „Криейтив Комънс – Признание – Споделяне на споделеното“, а за съдържание, създадено преди юни 2009 година – от Лиценза за свободна документация на ГНУ. Прегледайте историята на редакциите на оригиналната страница, както и на преводната страница, за да видите списъка на съавторите. ВАЖНО: Този шаблон се отнася единствено до авторските права върху съдържанието на статията. Добавянето му не отменя изискването да се посочват конкретни източници на твърденията, които да бъдат благонадеждни. |